# Liste der Kulturdenkmale in Schwepnitz
In der Liste der Kulturdenkmale in Schwepnitz sind die Kulturdenkmale der sächsischen Gemeinde Schwepnitz verzeichnet, die bis September 2024 vom Landesamt für Denkmalpflege Sachsen erfasst wurden (ohne archäologische Kulturdenkmale). Die Anmerkungen sind zu beachten.
Diese Liste ist eine Teilliste der Liste der Kulturdenkmale im Landkreis Bautzen.

## Schwepnitz
| Bild           | Bezeichnung | Lage                                        | Datierung                                                                                  | Beschreibung | ID       |
| -------------- | --- | ------------------------------------------- | ------------------------------------------------------------------------------------------ | --- | -------- |
| Weitere Bilder | Schlauchturm | Am Gattertor 6 (neben) (Karte)              | 1. Hälfte 20. Jahrhundert                                                                  | Verbretterte Holzkonstruktion, ortsgeschichtlich von Bedeutung, stand bis 2011 irrtümlich unter Oststraße in der Denkmalliste | 09227106 |
| Weitere Bilder | Mietshaus in Ecklage | Dresdner Straße 4 (Karte)                   | Ende 19. Jahrhundert                                                                       | Sitz der Gemeindeverwaltung, Klinkerbau mit abgeflachter Ecke, Eckbetonung durch Türmchen, baugeschichtlich von Bedeutung, dreigeschossig, erstes und zweites Obergeschoss Klinker, Walmdach, Sandsteinzierelemente, Dachhäuschen, Ecke mit Turm und Laterne, verändert im Eingangsbereich | 09227104 |
| Weitere Bilder | Gartenhaus | Dresdner Straße 10 (bei) (Karte)            | Anfang 20. Jahrhundert                                                                     | Holzhaus mit übergiebeltem Eingangsbereich, im Ort singulär, kulturgeschichtlich von Bedeutung, eingeschossig, Satteldach, übergiebelter Mittelrisalit mit Eingang, Holzverzierungen | 09227105 |
|                | Denkmal für die Gefallenen des Ersten Weltkrieges, in parkähnlicher Anlage                                                                        | Dresdner Straße 17 (bei) (Karte)            | 1918                                                                                       | Steinkubus mit aufgesetzter Schale, ortsgeschichtlich von Bedeutung | 09227109 |
| Weitere Bilder | Wohnhaus (ohne hinteren neuen Anbau) | Kamenzer Straße 3 (Karte)                   | Nach 1890                                                                                  | Ohne hinteren neuen Anbau aus den 60er Jahren, Klinkerbau mit Ziergliederung, baugeschichtlich von Bedeutung, zweigeschossig, Sandsteingewände, Holzzierknaggen, Krüppelwalmdach, schmiedeeisernes Balkongitter | 09227107 |
| Weitere Bilder | Wohnstallhaus | Pfarrgasse 1a (Karte)                       | Um 1800                                                                                    | Obergeschoss und Giebel Fachwerk, baugeschichtlich und hausgeschichtlich von Bedeutung, Abbruchgenehmigung 1999 erteilt, zweigeschossig, Satteldach, Sandsteingewände | 09227110 |
| Weitere Bilder | Schloss (Ruine, Nr. 8), Scheune (Nr. 9) und östliches Wirtschaftsgebäude des ehemaligen Rittergutes Schwepnitz sowie der Gutspark (Gartendenkmal) | Schafgasse 8, 9 (Karte)                     | 1848 (Schloss/Rittergut); 18. Jahrhundert (Gutsscheune)                                    | Anlage bereits durch Abbrüche sehr verändert, baugeschichtlich, ortsgeschichtlich und landschaftsgestaltend von Bedeutung, parkähnliches Waldstück nördlich des Schlosses mit allem Baumbestand und Rhododenronbüschen | 09227108 |
| Weitere Bilder | Sowjetisches Ehrenmal in parkähnlicher Anlage | Schulstraße (Ecke Ortrander Straße) (Karte) | 1946                                                                                       | Begräbnisort von 24/26 Sowjetsoldaten, ortsgeschichtlich von Bedeutung. In fünf Gemeinschaftsgräbern ruhen 24 Gefallene der Frühjahrskämpfe 1945. Am Ende des Hauptweges Denkmal: auf einer zweistufigen Plattform, an den Ecken niedrige Obeliske, hoher Sockel, an der Vorderseite Tafel mit ehrendem Text. Darüber schmaler Obelisk, an der Vorderseite Sowjetstern. Material: Beton, Höhe ca. 550 cm. | 09227115 |
| Weitere Bilder | Evangelische Nikolaikirche mit Kirchhof, zwei Grabmale und Einfriedungsmauer mit zwei Toren sowie Pfarrhaus                                       | Schulstraße 8 (neben) (Karte)               | 1747 (Kirche); 1950er Jahre (Neuaufbau) im Kern älter; 1. Hälfte 19. Jahrhundert (Grabmal) | Schlichte Saalkirche, Putzbau mit geradem Ostschluss und Satteldach, Pfarrhaus als schlichter zweigeschossiger Neuaufbau mit rückwärtigem Anbau und hohem Satteldach, (ohne Eingangsvorbau), baugeschichtlich und ortsgeschichtlich von Bedeutung. Im Inneren Doppelemporen, Tonnengewölbe, Bleiglasfenster erhalten, Dach im Zweiten Weltkrieg zerstört, 1945 erneuert. - Saalkirche von 1747 mit Resten eines mittelalterlichen Vorgängerbaus. Turm erst von 1886. Schlichter Putzbau mit geradem Ostschluss und Satteldach. An den Ecken der Westwand Strebepfeiler, an der Südseite eine kleine Eingangshalle. Rundbogenfenster, Südportal mit gotischem Gewände. Im Inneren mit einer hölzernen Tonne abgeschlossen (nach 1945 erneuert), prägend sind die zweigeschossigen hölzernen Emporen (1985 im Altarraum verkürzt). Der 1819 zum Kanzelaltar umgewandelte hölzerne Altar, um 1660, ist 1985 in der ursprünglichen Form wieder hergestellt worden. Hauptbild und Seitenflügel durch breite mit Diamantquadern besetzte Rahmen und Säulen auf Postamenten gefasst, unten seitlich gemalte Voluten. In der Predella gemalte Darstellung des Abendmahls, Mittelbild mit Kreuzigung von Werner Juza 1985 neu gemalt. In den Seitenflügeln je zwei Bilder übereinander: Christus am Ölberg, Grablegung, Auferstehung und Himmelfahrt, im mit kleinen Säulen flankiertem Aufsatz die Darstellung der Auferstehung der Toten. Orgel von Gottlob Heinrich & Karl Theodor Nagel, 1987. Taufe und Lesepult handwerkliche Arbeiten von 1886. Auf dem Kirchhof gute, teils figürliche Sandsteingrabmale des 18. Jahrhunderts. - Grabmale: - Grabmal Gottlob August Paschke, Sandsteinkubus, 1. Hälfte 19. Jahrhundert - Grabmal Johann Gottlob Götze (?), Sandstein, 1. Hälfte 19. Jahrhundert | 09227111 |
| Weitere Bilder | Wohnhaus | Schulstraße 11 (Karte)                      | 1747                                                                                       | Eingeschossiger Putzbau mit Krüppelwalmdach und Schleppgaupe, Korbbogenportal mit Schlussstein, baugeschichtlich von Bedeutung | 09227113 |

## Bulleritz
| Bild           | Bezeichnung                                                           | Lage                   | Datierung                        | Beschreibung | ID       |
| -------------- | --------------------------------------------------------------------- | ---------------------- | -------------------------------- | --- | -------- |
| Weitere Bilder | Zwei Wirtschaftsgebäude eines ehemaligen Vorwerks                     | Hauptstraße 4 (Karte)  | Giebelplatte bezeichnet mit 1821 | Lang gestreckte und breit gelagerte Feldsteinbauten mit mächtigen Krüppelwalmdächern, baugeschichtlich, ortsgeschichtlich und ortsbildprägend von Bedeutung, Dachhäuser mit Stautüren | 09228235 |
|                | Wohnstallhaus (ohne Anbau) und östliche Holzscheune eines Bauernhofes | Hauptstraße 24 (Karte) | 1818                             | Wohnstallhaus Obergeschoss Fachwerk, Krüppelwalmdach mit drei Fledermausgaupen, baugeschichtlich und wirtschaftsgeschichtlich von Bedeutung, Giebelseite verputzt, Fenster zum Teil verändert | 09228233 |
|                | Schule                                                                | Hauptstraße 34 (Karte) | 1895                             | Putzbau mit Seitenrisalit und Dachreiter mit Schulglocke, baugeschichtlich und ortsgeschichtlich von Bedeutung, massiver, zweigeschossiger Bau mit leicht vorgezogenem Seitenrisalit mit Dreiecksgiebel (darin Uhr), profilierte Fensterrahmungen im Renaissancestil im Obergeschoss, Erdgeschoss-Fenster mit gemauerten Segmentbögen bekrönt, Dachreiter mit Glocke, Putzgliederung wurde wahrscheinlich bei Renovierung entfernt | 09228232 |
|                | Wohnstallhaus                                                         | Ringstraße 36 (Karte)  | 1838                             | Obergeschoss und Giebel Fachwerk, baugeschichtlich von Bedeutung, Giebel-Fachwerk vergleichsweise aufwendig, mit Diagonalen und Strahlenform unterm Krüppelwalm, Erdgeschoss verändert | 09228234 |

## Cosel
| Bild           | Bezeichnung | Lage                                                            | Datierung                                                            | Beschreibung | ID       |
| -------------- | --- | --------------------------------------------------------------- | -------------------------------------------------------------------- | --- | -------- |
|                | Sächsisch-Preußischer Grenzstein: Pilar Nr. 141 sowie 27 Läufersteine                                                                                      | (Flurstück 716) (Karte)                                         | Nach 1828                                                            | Siehe auch Sachgesamtheitsdokument – Obj. 09305644; vermessungsgeschichtlich und landesgeschichtlich von Bedeutung als Zeitdokument der historischen Grenzziehung zwischen Sachsen und Preußen nach dem Wiener Kongress 1815. Pyramidenstumpf (Grundmaß 53 × 53 cm) aus Granit mit gegenüberliegend eingemeißelter Nummer 141 und Landeskürzel direkt auf der Grenzlinie, zugehörig 27 Läufersteine in unregelmäßigen Abständen auf der Grenzlinie. | 09305474 |
|                | Sächsisch-Preußischer Grenzstein: Pilarpaar Nr. 142 sowie 12 Läufersteine                                                                                  | (Flurstück 1195) (Karte)                                        | Nach 1828                                                            | Siehe auch Sachgesamtheitsdokument – Obj. 09305644; vermessungsgeschichtlich und landesgeschichtlich von Bedeutung als Zeitdokument der historischen Grenzziehung zwischen Sachsen und Preußen nach dem Wiener Kongress 1815. Zwei Pyramidenstümpfe (Grundmaß 53 × 53 cm) aus Granit mit eingemeißelter Nummer 142 und Landeskürzel, je einer auf sächsischer („KS“, Königreich Sachsen) und preußischer Seite („KP“, Königreich Preußen) mit 16 dazwischen befindlichen Läufersteinen, über die die Grenzlinie verläuft. | 09305475 |
|                | Sächsisch-Preußischer Grenzstein: Pilar Nr. 143 sowie acht Läufersteine                                                                                    | (Flurstück 501/1) (Karte)                                       | Nach 1828                                                            | Siehe auch Sachgesamtheitsdokument – Obj. 09305644; vermessungsgeschichtlich und landesgeschichtlich von Bedeutung als Zeitdokument der historischen Grenzziehung zwischen Sachsen und Preußen nach dem Wiener Kongress 1815. Pyramidenstumpf (Grundmaß 53 × 53 cm) aus Granit mit eingemeißelter Nummer 143 und Landeskürzel KP/KS direkt auf der Grenzlinie, zugehörig 8 Läufersteine in unregelmäßigen Abständen auf der Grenzlinie. Landeskürzel nachträglich abgearbeitet und nicht mehr erkennbar, Farbfassung nicht erhalten. | 09305476 |
|                | Sächsisch-Preußischer Grenzstein: Pilarpaar Nr. 144 sowie zwölf Läufersteine                                                                               | (Flurstück 423 sowie Gemarkung Zeisholz, Flurstück 216) (Karte) | Nach 1828                                                            | Siehe auch Sachgesamtheitsdokument – Obj. 09305644; vermessungsgeschichtlich und landesgeschichtlich von Bedeutung als Zeitdokument der historischen Grenzziehung zwischen Sachsen und Preußen nach dem Wiener Kongress 1815. Zwei Pyramidenstümpfe (Grundmaß 53 × 53 cm) aus Granit mit eingemeißelter Nummer 144 und Landeskürzel KP/KS, je einer auf sächsischer („KS“, Königreich Sachsen) und preußischer Seite („KP“, Königreich Preußen) mit zwölf dazwischen befindlichen Läufersteinen, über die die Grenzlinie verläuft. Steine stark abgewittert, Inschriften kaum erkennbar, Farbfassung nicht erhalten. | 09305477 |
| Weitere Bilder | Wohnmühlenhaus mit westlich angebautem Seitengebäude und nördlich angebautem Wasserbau sowie südliches Seitengebäude eines Mühlengehöftes (Bollbuck Mühle) | Ruhlander Straße 5 (Karte)                                      | 1. Hälfte 19. Jahrhundert (Mühle); 2. Hälfte 19. Jahrhundert (Mühle) | Wohnmühlenhaus Obergeschoss Fachwerk, gedrungener Baukörper mit Krüppelwalmdach, westlich angebautes Seitengebäude massiv, südliches Seitengebäude Fachwerkteil Abbruch, massiver Teil noch vorhanden, Seltenheitswert durch komplett erhaltene technische Anlage, baugeschichtlich, ortsgeschichtlich und technikgeschichtlich von Bedeutung | 09228230 |
| Weitere Bilder | Kirche Cosel | Ruhlander Straße 10 (Karte)                                     | 1818                                                                 | Schlichte Saalkirche, Putzbau mit Krüppelwalmdach und Dachreiter, innen kleine Empore mit Orgel, baugeschichtlich und ortsgeschichtlich von Bedeutung. Evangelische Margarethenkapelle. Schlichte Saalkirche, 1819 an Stelle eines 1795 abgebrochenen hölzernen Vorgängerbaus vom Anfang des 16. Jahrhunderts errichtet. 1972 Beseitigung des Kanzelaltars und der Ostempore. Putzbau mit geradem Ostschluss, Krüppelwalmdach mit achteckigem Dachreiter. Im Inneren des flachgedeckten Raumes eingeschossige Holzemporen. Auf der schlichten Mensa ein hölzernes Kruzifix, 17. Jahrhundert, und qualitätvolle gefasste Holzfiguren einer Kreuzigungsgruppe, Maria und Johannes, zu Füßen je ein Schädel, 2. Hälfte 15. Jahrhundert. Taufstein von 1819, Syenitschale auf schlanker Säule. Eule-Orgel von 1913. | 09228228 |
|                | Denkmal für die Gefallenen des Ersten Weltkrieges | Ruhlander Straße 10 (neben) (Karte)                             | Nach 1918                                                            | Obelisk auf Granitsockel, ortsgeschichtlich von Bedeutung | 09228229 |

## Grüngräbchen
| Bild                                    | Bezeichnung | Lage                                  | Datierung             | Beschreibung | ID       |
| --------------------------------------- | --- | ------------------------------------- | --------------------- | --- | -------- |
| Weitere Bilder                          | Sächsisch-Preußischer Grenzstein: Pilar Nr. 140 sowie zwei Läufersteine                                                   | (Flurstück 1168/1) (Karte)            | Nach 1828             | Siehe auch Sachgesamtheitsdokument – Obj. 09305644; vermessungsgeschichtlich und landesgeschichtlich von Bedeutung als Zeitdokument der historischen Grenzziehung zwischen Sachsen und Preußen nach dem Wiener Kongress 1815. Pyramidenstumpf (Grundmaß 53 × 53 cm) aus Granit mit gegenüberliegend eingemeißelter Nummer 140 und Landeskürzel KP/KS direkt auf der Grenzlinie, zugehörig zwei Läufersteine in unregelmäßigen Abständen auf der Grenzlinie; zusätzlich farbig mit gezackten Bordüren gefasst (KS – grün-weiß, KP – schwarz-weiß). | 09305473 |
| Weitere Bilder                          | Sachgesamtheit Königlich-Sächsische Triangulierung ("Europäische Gradmessung im Königreich Sachsen"); Station 67 Olgahöhe | (auf der Olgahöhe) (Karte)            | Bezeichnet mit 1865   | Triangulationssäule; Station 2. Ordnung, vermessungsgeschichtlich und technikgeschichtlich von Bedeutung. Inschrift „Station/OLGAHÖHE/der/Kön. Sächs./Triangulirung/1865", Zeichen TP und DREIECK“. Material Laussnitzer Granit. Der Pfeiler erhebt sich 3,3 Meter über dem Erdboden. Der freiliegende obere Sockelstein ist gegenüber dem Sockel um nahezu 45° verkantet. Die grob behauene Sockelschicht ist früher mit Sand umgeben gewesen. Die obere Fläche ist durch eine flache Deckplatte geschützt, die fest durch Bindemittel mit dem Pfeiler verbunden ist. Die Inschrift "Station/OLGAHÖHE/der/Kön. Sächs./Triangulirung/1865" auf der Südseite ist vollständig erhalten, schwarz ausgelegt und gut lesbar. Ebenso gut sichtbar sind die Zeichen TP und ∆. Der Standort befindet sich inmitten einer großen, locker bewaldeten Hochwaldfläche. Zu dem erhöhten Areal führen Holzstufen hinauf. Direkte Sichten zu anderen Punkten sind durch die Hochwaldvegetation nicht mehr möglich. Von 1862 bis 1890 erfolgte im Königreich Sachsen eine Landesvermessung, bei der zwei Dreiecksnetze gebildet wurden. Zum einen handelt es sich um das Netz für die Gradmessung im Königreich Sachsen (Netz I. Classe/Ordnung) mit 36 Punkten und die Königlich Sächsische Triangulierung (Netz II. Classe/Ordnung) mit 122 Punkten. Die hierfür gesetzten Vermessungssäulen blieben fast vollständig an ihren ursprünglichen Standorten erhalten. Sie sind ein eindrucksvolles Zeugnis der Geschichte der Landesvermessung in Deutschland sowie in Sachsen. Das System der Vermessungssäulen beider Ordnungen ist in seiner Gesamtheit ein Kulturdenkmal von überregionaler Bedeutung (Quelle: Eine Spurensuche, Historische Vermessungssäulen in Sachsen, Hrsg.: Interessengemeinschaft Nagelsche Säulen und Staatsbetrieb Geobasisinformation und Vermessung Sachsen, SEW-Verlags GbR, Mai 2012). | 09305039 |
| Weitere Bilder                          | Wegestein | Am Schloßberg (Karte)                 | Bezeichnet mit 1861   | Granit, verkehrsgeschichtlich von Bedeutung | 09227089 |
| Weitere Bilder                          | Denkmal für die Gefallenen des Ersten Weltkrieges mit Einfriedung                                                         | Königsbrücker Straße 17 (bei) (Karte) | Nach 1918             | Ortsgeschichtlich von Bedeutung, Granit, Adler | 09227092 |
|                                         | Wohnstallhaus | Königsbrücker Straße 42 (Karte)       | Mitte 19. Jahrhundert | Obergeschoss Fachwerk, zum Teil verputzt, baugeschichtlich und straßenbildprägend von Bedeutung, Fenster verändert, Krüppelwalmdach | 09227094 |
| Weitere Bilder                          | Wohnstallhaus eines Dreiseithofes                                                                                         | Wiesenweg 3 (Karte)                   | Mitte 19. Jahrhundert | Obergeschoss Fachwerk, weitgehend unverändert erhalten, baugeschichtlich von Bedeutung, Krüppelwalmdach, Fenster verändert | 09227090 |
| Direkt Bild zu diesem Denkmal hochladen | Allee und Grabanlage | Zum Kirchsteig (Karte)                | 1918                  | Allee landschaftsgestaltend von Bedeutung, Grabanlage des Gärtners und Pflanzenzüchters Traugott Jacob Rudolf Seidel, orts- und personengeschichtlich von Bedeutung | 09307222 |

## Zeisholz
| Bild           | Bezeichnung                                                                             | Lage                      | Datierung                       | Beschreibung | ID       |
| -------------- | --------------------------------------------------------------------------------------- | ------------------------- | ------------------------------- | --- | -------- |
|                | Sächsisch-Preußischer Grenzstein: Pilarpaar Nr. 145 sowie neun Läufersteine             | (Flurstück 205/1) (Karte) | Nach 1828                       | Siehe auch Sachgesamtheitsdokument – Obj. 09305644; vermessungsgeschichtlich und landesgeschichtlich von Bedeutung als Zeitdokument der historischen Grenzziehung zwischen Sachsen und Preußen nach dem Wiener Kongress 1815. Zwei Pyramidenstümpfe (Grundmaß 53 × 53 cm) aus Granit mit eingemeißelter Nummer 145 und Landeskürzel KP/KS, je einer auf sächsischer („KS“, Königreich Sachsen) und preußischer Seite („KP“, Königreich Preußen) mit neun dazwischen befindlichen Läufersteinen, über die die Grenzlinie verläuft. Ein Stein kopiert (Original in Lapidarium bei Kamenz) ohne Farbfassung. Originalstein mit untypischer Farbfassung gelb-blau (Oberlausitz), hier ist ein Landeskürzel nachträglich abgearbeitet und unleserlich. | 09305478 |
|                | Sächsisch-Preußischer Grenzstein: Pilarpaar Nr. 146 sowie 23 Läufersteine               | (Flurstück 99) (Karte)    | Nach 1828                       | Siehe auch Sachgesamtheitsdokument – Obj. 09305644; vermessungsgeschichtlich und landesgeschichtlich von Bedeutung als Zeitdokument der historischen Grenzziehung zwischen Sachsen und Preußen nach dem Wiener Kongress 1815. Zwei Pyramidenstümpfe (Grundmaß 53 × 53 cm) aus Granit mit eingemeißelter Nummer 146 und Landeskürzel KP/KS, je einer auf sächsischer („KS“, Königreich Sachsen) und preußischer Seite („KP“, Königreich Preußen) mit 23 dazwischen befindlichen Läufersteinen, über die die Grenzlinie verläuft. Steine stark abgewittert, Inschriften kaum erkennbar, Farbfassung nicht erhalten. | 09305480 |
| Weitere Bilder | Schule                                                                                  | An der Schule 1 (Karte)   | Wetterfahne bezeichnet mit 1909 | Eingeschossiger Putzbau mit rundbogigem Eingangsportal, Krüppelwalmdach mit verschiefertem Dachreiter, Dachhäuschen und Schleppgaupen, baugeschichtlich und ortsgeschichtlich von Bedeutung, Hausteinsockel, große Fenster, Biberschwanzdeckung, Gemeindeschule mit Lehrerwohnung | 09228231 |
| Weitere Bilder | Mühlenteil des Wohnmühlengebäudes mit technischer Ausstattung (unter anderem Wasserrad) | Neitschmühle 5 (Karte)    | 2. Hälfte 19. Jahrhundert       | Ohne weitere Gebäude und Anbauten, ortsgeschichtliche und technikgeschichtlich von Bedeutung. Wohnteil des Wohnmühlengebäudes ist sehr desolat, insgesamt massiver zweigeschossiger Putzbau mit Krüppelwalmdach. Mühlenteil mit Wasserrad. Sämtliche andere Bauten auf dem Grundstück nicht denkmalrelevant. | 09303163 |

## Tabellenlegende
- Bild: Bild des Kulturdenkmals, ggf. zusätzlich mit einem Link zu weiteren Fotos des Kulturdenkmals im Medienarchiv Wikimedia Commons. Wenn man auf das Kamerasymbol klickt, können Fotos zu Kulturdenkmalen aus dieser Liste hochgeladen werden:
- Bezeichnung: Denkmalgeschützte Objekte und ggf. Bauwerksname des Kulturdenkmals
- Lage: Straßenname und Hausnummer oder Flurstücknummer des Kulturdenkmals. Die Grundsortierung der Liste erfolgt nach dieser Adresse. Der Link (Karte) führt zu verschiedenen Kartendiensten mit der Position des Kulturdenkmals. Fehlt dieser Link, wurden die Koordinaten noch nicht eingetragen. Sind diese bekannt, können sie über ein Tool mit einer Kartenansicht einfach nachgetragen werden. In dieser Kartenansicht sind Kulturdenkmale ohne Koordinaten mit einem roten bzw. orangen Marker dargestellt und können durch Verschieben auf die richtige Position in der Karte mit Koordinaten versehen werden. Kulturdenkmale ohne Bild sind an einem blauen bzw. roten Marker erkennbar.
- Datierung: Baubeginn, Fertigstellung, Datum der Erstnennung oder grobe zeitliche Einordnung entsprechend des Eintrags in der sächsischen Denkmaldatenbank
- Beschreibung: Kurzcharakteristik des Kulturdenkmals entsprechend des Eintrags in der sächsischen Denkmaldatenbank, ggf. ergänzt durch die dort nur selten veröffentlichten Erfassungstexte oder zusätzliche Informationen
- ID: Vom Landesamt für Denkmalpflege Sachsen vergebene, das Kulturdenkmal eindeutig identifizierende Objekt-Nummer. Der Link führt zum PDF-Denkmaldokument des Landesamtes für Denkmalpflege Sachsen. Bei ehemaligen Kulturdenkmalen können die Objektnummern unbekannt sein und deshalb fehlen bzw. die Links von aus der Datenbank entfernten Objektnummern ins Leere führen. Ein ggf. vorhandenes Icon  führt zu den Angaben des Kulturdenkmals bei Wikidata.